# Hydromorfon
Hydromorfon of dihydromorfinon (niet te verwarren met dihydromorfine een ander morfinederivaat) meestal geleverd als hydrochloride is een zeer sterke, wateroplosbare en centraal werkzame pijnstiller behorend tot de opioïden. Het geneesmiddel is voor het eerst vervaardigd in Duitsland in 1924.